# Юркина, Мария Ивановна
Ю́ркина Мари́я Ива́новна (4 декабря, 1923, Тверь — 26 октября, 2010, Москва) — советский и российский учёный, геодезист-теоретик, доктор технических наук (1976), лауреат премии имени Ф. Н. Красовского (2003) за достижения в области теоретической геодезии.

## Биография
Мария Юркина родилась 4 декабря 1923 года в Твери в семье врача крестьянского происхождения. Родители Юркиной были арестованы и репрессированы, после чего Юркина жила с родственниками со стороны бабушки.
В 1941 году окончила среднюю школу и поступила на оптико-механический факультет Московского государственного университета геодезии и картографии, а в октябре 1941 года перешла на геодезический факультет, который закончила по специальности астрономо-геодезия.
В октябре 1946 года принята инженером в Центральный научно-исследовательский институт геодезии, аэросъёмки и картографии (ЦНИИГАиК), в 1948 году поступила в аспирантуру, с 1950 года получила должность старшего инженера, а в 1951 году защитила кандидатскую диссертацию и вышла замуж за Владимира Еремеева, учившегося с ней в аспирантуре и одновременно защитившим диссертацию.
В 1952 году из-за неблагополучных анкетных данных была уволена согласно сокращению штатов из ЦНИИГАиК. На протяжении 1953—1955 гг. работала в Институте научной информации, а затем вернулась в ЦНИИГАиК сначала младшим научным сотрудником, а с 1960 года — старшим.
В 1976 году защитила докторскую диссертацию на тему: «Определение внешнего земного гравитационного поля через плотность простого слоя по наземным и спутниковым данным с топографическими поправками». В 2003 году за цикл работ по развитию теоретических обоснований решений фундаментальных задач геодезии получила премию имени Феодосия Красовского. В соавторстве с В. Ф. Еремеевым Юркиной описаны уравнения теории Молоденского в сфероидальных координатах и доказана единственность решения теории Молоденского, также разработана теория высот в земном гравитационном поле. Ряд работ направлен на изучение влияния изменений гравитационного поля Земли на вертикальные движения земной коры, расчётам земного эллипсоида, уточнениям расчетов нутации сферически несимметричных небесных тел, применения формул Стокса через функции Грина для расчёта земного сжатия и др.
Мария Юркина умерла 26 октября 2010 года на 87-м году жизни в Москве. Похоронена на Миусском кладбище.

## Научные труды
- Методы изучения внешнего гравитационного поля и фигуры Земли. — М., 1960 (в соавт.)
- Использование плотности простого слоя при изучении гравитационного поля небесных тел. — М., 1972
- Теория высот в гравитационном поле Земли. — М., 1972 (в соавт.).